# Llamas de la Ribera

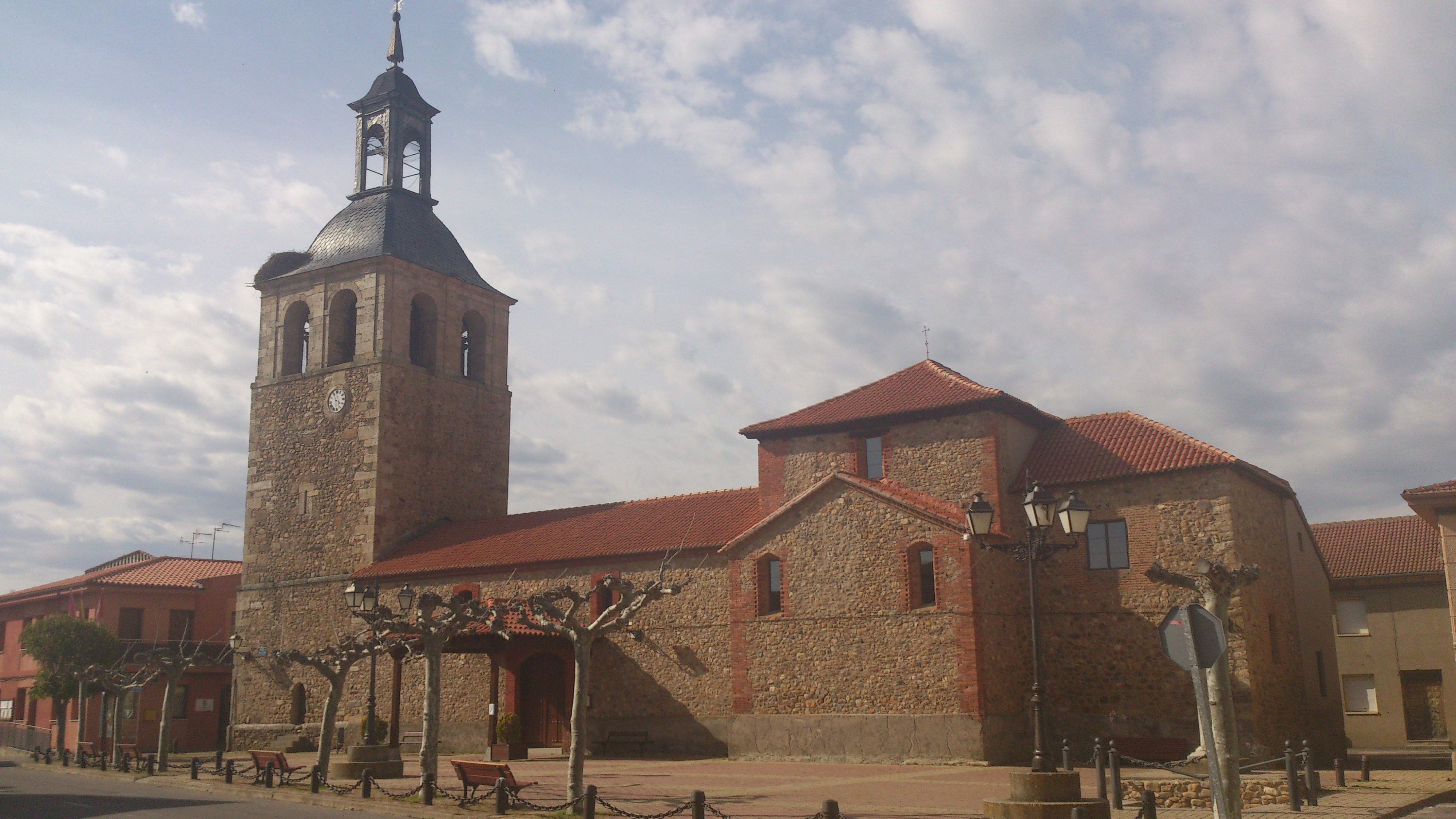
Kerk van Llamas de la Ribera

Llamas de la Ribera is een gemeente in de Spaanse provincie León in de regio Castilië en León met een oppervlakte van 59,88 km². Llamas de la Ribera telt 869 inwoners (1 januari 2016).